# 낚시찌

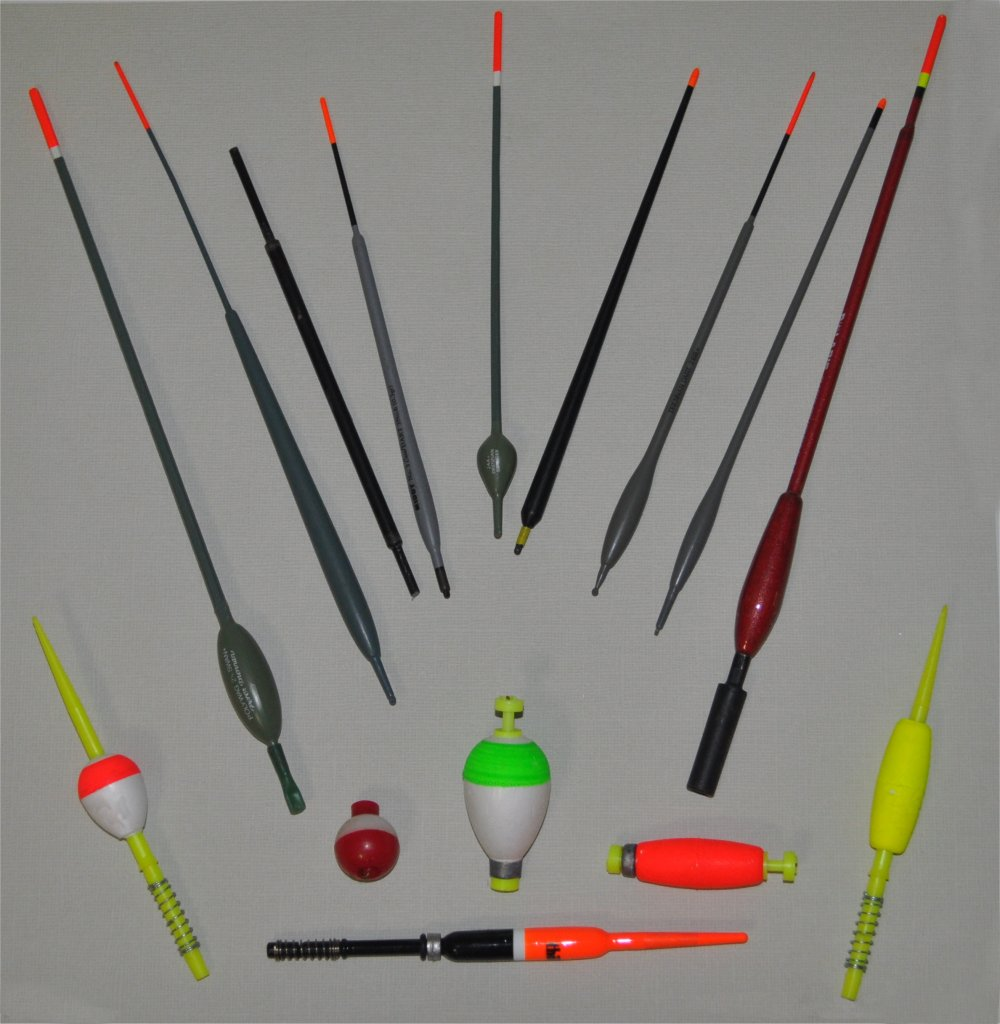
영국 (위) 및 미국 (아래) 낚시찌 모음

낚시찌(문화어: 동동이), 찌 또는 종대는 낚시질에 사용되는 가벼운 부표로, 일반적으로 낚싯줄에 부착된다. 찌를 사용하여 낚시하는 것을 찌 낚시질이라고 한다.
찌는 여러 가지 용도로 사용될 수 있다:
- 첫째, 입질 감지기 역할을 하여 낚시꾼이 미끼가 달린 낚싯바늘의 수중 상태를 평가하고 라인을 회수할지 여부를 결정하는 데 도움이 된다.
- 둘째, 미리 정해진 깊이에 낚싯바늘과 미끼를 매달아 낚시꾼이 특정 깊이에 있는 물고기를 목표로 삼는 데 도움이 된다.
- 셋째, 터미널 태클로서 질량을 추가하여 낚싯바늘과 미끼를 캐스팅할 때 공기 저항에 맞서 더 멀리 날아갈 수 있게 한다.
- 마지막으로, 부력 덕분에 우세한 조류를 따라 미끼가 달린 낚싯바늘을 다른 방법으로는 접근할 수 없는 수역으로 운반할 수 있다.

## 디자인 및 기능
일반적인 찌는 물보다 비중이 낮은 몸체(수면에 떠 있을 수 있는 부력을 제공함), 멀리서도 쉽게 볼 수 있도록 밝은 색상의 상단 막대, 그리고 낚싯바늘을 매달기 위한 하단 부착물로 구성된다. 때로는 찌가 바람과 파도에 맞서 똑바로 서 있도록 돕기 위해 작은 무게추가 하단에 추가되기도 한다.
찌는 낚시꾼이 바닥 낚시와는 달리 미끼가 어디에 있는지 기준점을 유지하면서 해안이나 보트에서 멀리 떨어진 곳으로 미끼를 던질 수 있도록 사용된다. 낚시꾼은 전류의 강도(있는 경우), 풍속, 사용하는 미끼의 크기, 미끼를 제시하려는 깊이, 미끼를 던질 거리를 고려하여 적절한 찌를 선택한다. 일반적으로 찌와 낚싯바늘 사이의 줄에는 작은 추가 부착되어 찌가 물속에 수직으로 떠서 작고 밝은 색상의 끝 부분만 보이도록 한다. 찌의 나머지 부분은 물고기에게 가능한 한 눈에 띄지 않도록 무광택의 중성 색상으로 마감된다. 각 찌 스타일은 느리거나 빠른 강, 바람이 불거나 잔잔한 물, 운하와 같이 작고 한정된 수역과 같은 특정 조건에서 사용하도록 설계되었다.

## 역사

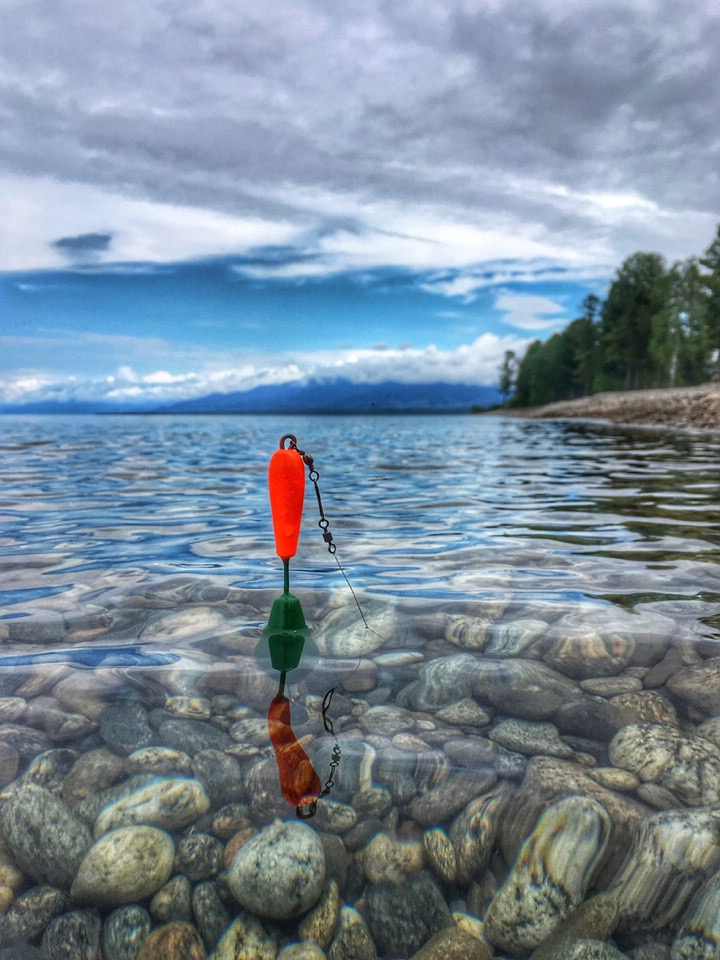
낚싯대 찌. 바이칼 호수. 동시베리아

누가 물고기가 미끼를 물었다는 것을 나타내기 위해 처음으로 찌를 사용했는지는 정확히 말할 수 없지만, 문서화된 증거가 있기 훨씬 전부터 사람들이 나뭇가지 조각, 새 깃털 깃대 또는 말린 잎사귀를 입질 감지기로 사용했다는 것은 확실하게 말할 수 있다. 찌 사용에 대한 최초의 알려진 언급은 줄리아나 베르너스가 1496년에 쓴 "낚시술에 관한 논문(Treatyse of fysshynge wyth an Angle)"이라는 책에 나타난다.
땅에 닿지 않는 모든 종류의 낚싯줄에는 찌가 있어야 하며, 흐르는 바닥 낚싯줄에도 찌가 있어야 하고, 놓여 있는 바닥 낚싯줄에도 찌가 있어야 한다.

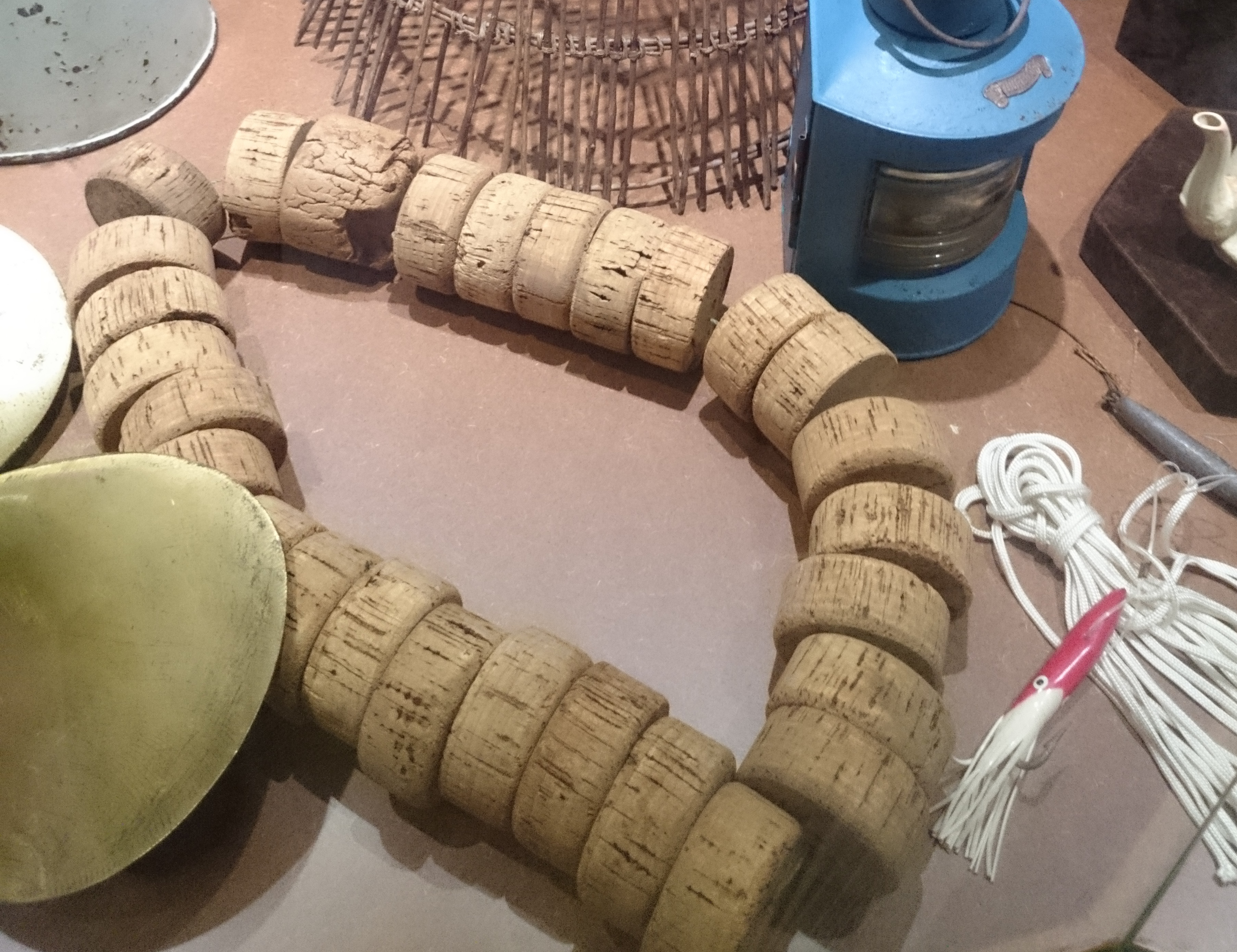
코르크 낚시찌

설명된 방법은 코르크에 구멍을 뚫어 줄을 통과시킨 다음 깃대로 고정하는 방식이었다. 나중에 제럴드 이즈 벤틀리가 1956년에 편집한 1577년 문헌인 "낚시술(the Arte of Angling)"과 아이작 월턴이 쓴 1653년에 처음 출판된 고전 작품 "완벽한 낚시꾼(The Compleat Angler)"과 같은 책들은 낚시와 찌 사용에 대해 더 자세히 설명했다.
대략 1800년 이전에는 낚시꾼들이 직접 찌를 만들었는데, 오늘날에도 많은 사람들이 이 관행을 이어가고 있다. 낚시가 인기를 얻으면서 회사들은 증가하는 수요를 충족시키기 위해 다양한 스타일의 찌를 만들기 시작했다. 1921년까지 Wadhams와 같은 회사들은 카탈로그에 최소 250개의 주로 셀룰로이드 찌를 보유하고 있었다.
그 초기부터 낚시찌는 많은 실제적이고 이론적인 변화의 대상이 되었다. 피터 드레난(드레난 인터내셔널)과 같은 영국 낚시꾼 및 케네스 미들턴(미디 태클)과 시카고의 전 세계 챔피언 믹 틸(틸 플로츠)과 같은 미국 낚시꾼은 낚시찌를 설계하고 판매하는 대기업을 건설했다. 영국 회사들은 이반 마크스, 베니 애쉬스트, 빌리 레인과 같은 메이저 리그 낚시꾼들의 지원을 받았다.

## 종류
찌는 다양한 크기와 모양으로 나오며, 폼, 발사 나무, 코르크, 플라스틱, 인도 사르칸다 갈대 또는 심지어 새/포큐파인 깃대와 같은 다양한 재료로 만들어질 수 있다.

### 에이번
에이번 찌는 상단에 몸체가 있는 직선형 찌이다. 이것은 영국의 에이번 강의 빠른 유속에 대처하기 위해 설계되었다. 많은 초기 찌는 갈까마귀 깃대에 코르크 몸체를 밀어넣은 에이번 스타일이었다. 이것은 위아래로 줄에 부착되어 사용된다.

### 버블
버블 찌는 낚싯줄을 제어하는 데 사용되는 작은 속이 빈 공이다. 부분적으로 물을 채워 물 위에 뜨는 정도를 조절할 수 있는 기능을 가질 수 있다. 갈대나 무거운 수면 식물군 근처에서 작업하는 것과 같이 일반적인 찌를 던질 수 없는 상황에서 사용된다. 버블 찌는 엉킴 없이 해당 지역으로 흘러들어갈 수 있다.

### 딘크
딘크 찌는 일반적으로 어두운 색의 폼 원통과 그 위에 지시용으로 칠해진 더 작은 코르크 원통으로 만들어진다. 줄은 상단을 통해 들어가 원통을 감싸고 하단을 통해 나간다. 주된 장점은 찌가 메인 줄에 스토퍼가 필요 없으며, 찌의 위아래를 감싼 줄이 제자리에 고정시켜 준다는 것이다.

### 팝퍼
팝퍼 찌는 일반적으로 '팝핑 코르크'라고 불리며, 낚싯대 동작으로 표면에서 큰 물고기가 먹이를 먹는 모습을 흉내내도록 설계되었다. 다양한 스타일의 팝퍼 찌가 있는데, 일부는 물을 통해 당겨질 때 딸깍거리는 소리를 내기 위해 양쪽 끝에 구슬이 달린 금속 와이어를 사용하며, 더 현대적인 찌는 오목한 상단을 사용하여 물을 통해 당겨질 때 깊은 퍽퍽 소리를 내어 표면에서 먹이를 먹는 큰 포식 물고기의 소리를 모방한다. 일부 팝핑 코르크는 흔들릴 때 표면에서 뛰어오르는 미끼 물고기를 흉내내도록 설계된 펠릿도 내부에 가지고 있다.

### 퀼
퀼은 가장 초기의 찌 중 하나이며, 원래는 새 깃털 퀼이었지만, 신세계가 열리면서 아프리카의 포큐파인 퀼이 찌의 표준이 되었다. 스틱 찌와 같은 방식으로 사용된다.

### 셀프코킹
셀프코킹 찌는 여러 스타일이 있을 수 있지만, 모두 무게가 추가되어 물속에서 낚싯줄에 샷이나 추를 사용하지 않고도 자동으로 똑바로 설 수 있도록 되어 있다.

### 스틱
스틱 찌는 테이퍼가 있는 직선형 찌이다. 항상 위아래로 줄에 부착된다. 발사 나무로 된 가볍고 부력이 있는 상단 부분과 단단한 등급의 갈대, 부력이 없는 경재 또는 플라스틱으로 된 무거운 줄기 등 두 가지 다른 재료로 만들어진다. 에이번 찌와 달리 스틱은 몸체가 없으며, 단지 테이퍼 진 막대이다.

### 와글러
와글러 찌는 줄에 하단에만 부착되는 모든 찌에 사용되는 용어이다. 직선형 또는 몸체형의 두 가지 유형이 있다. 이 두 가지 유형은 삽입물(안테나)이 있는 경우와 없는 경우 모두 올 수 있다. 깃대(예: 공작), 발사 나무, 갈대, 플라스틱, 갈대 등 다양한 재료로 만들어진다.

### 방향 제어 기능 포함

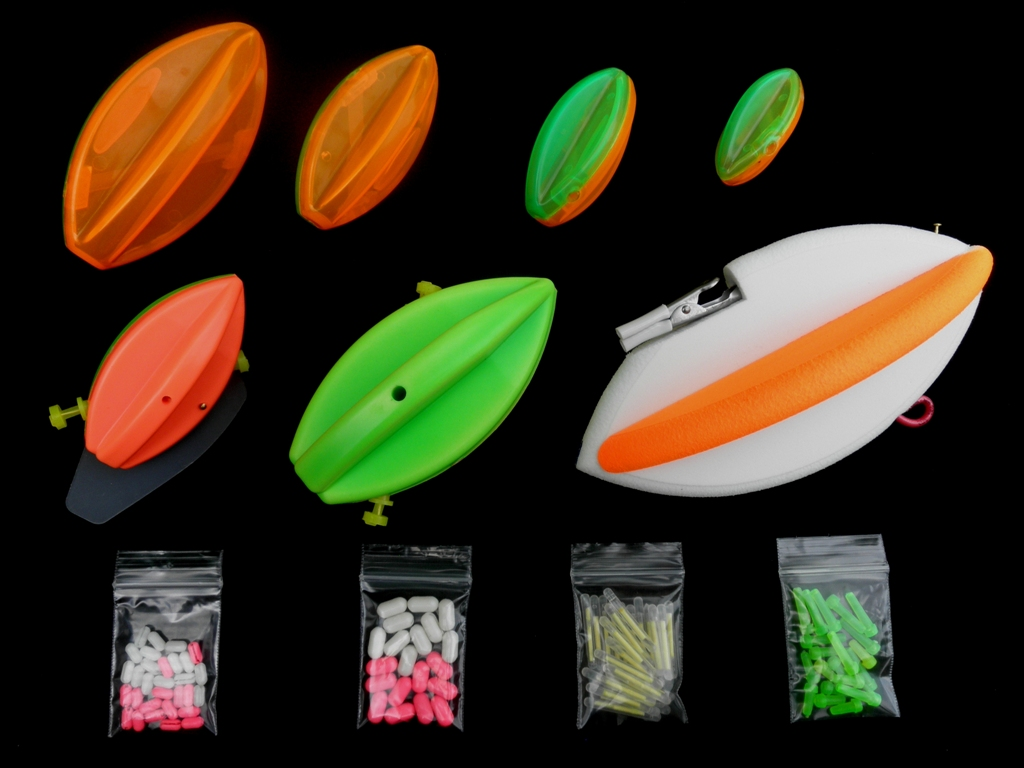
방향 제어 기능이 있는 낚시찌

방향 제어 기능이 있는 찌는 잡아당기면 계획하거나 한쪽으로 움직여 방향을 바꾼다.

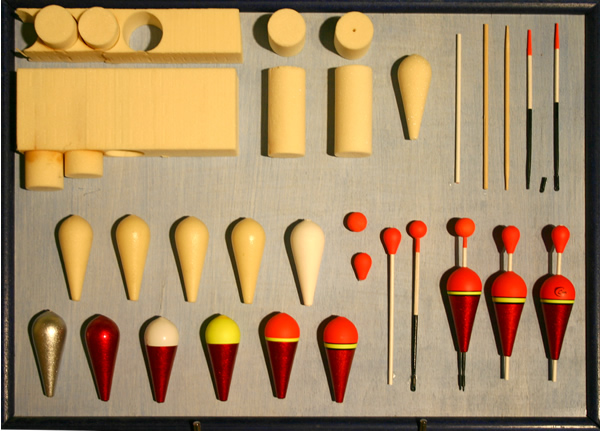
낚시찌 제조 단계
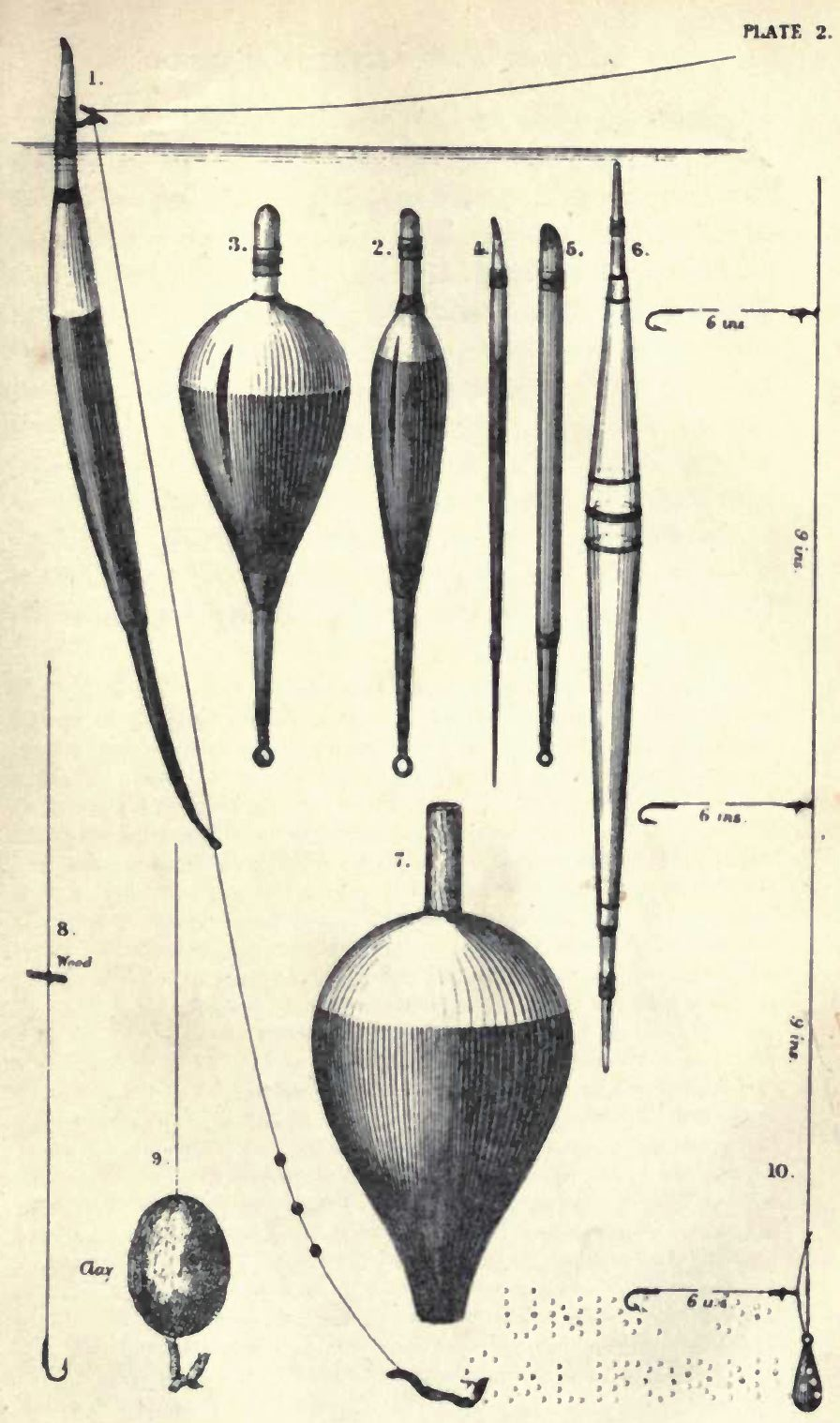
1876년 프랜시스 프랜시스의 낚시술에 관한 책에 나오는 슬라이더와 다른 찌들
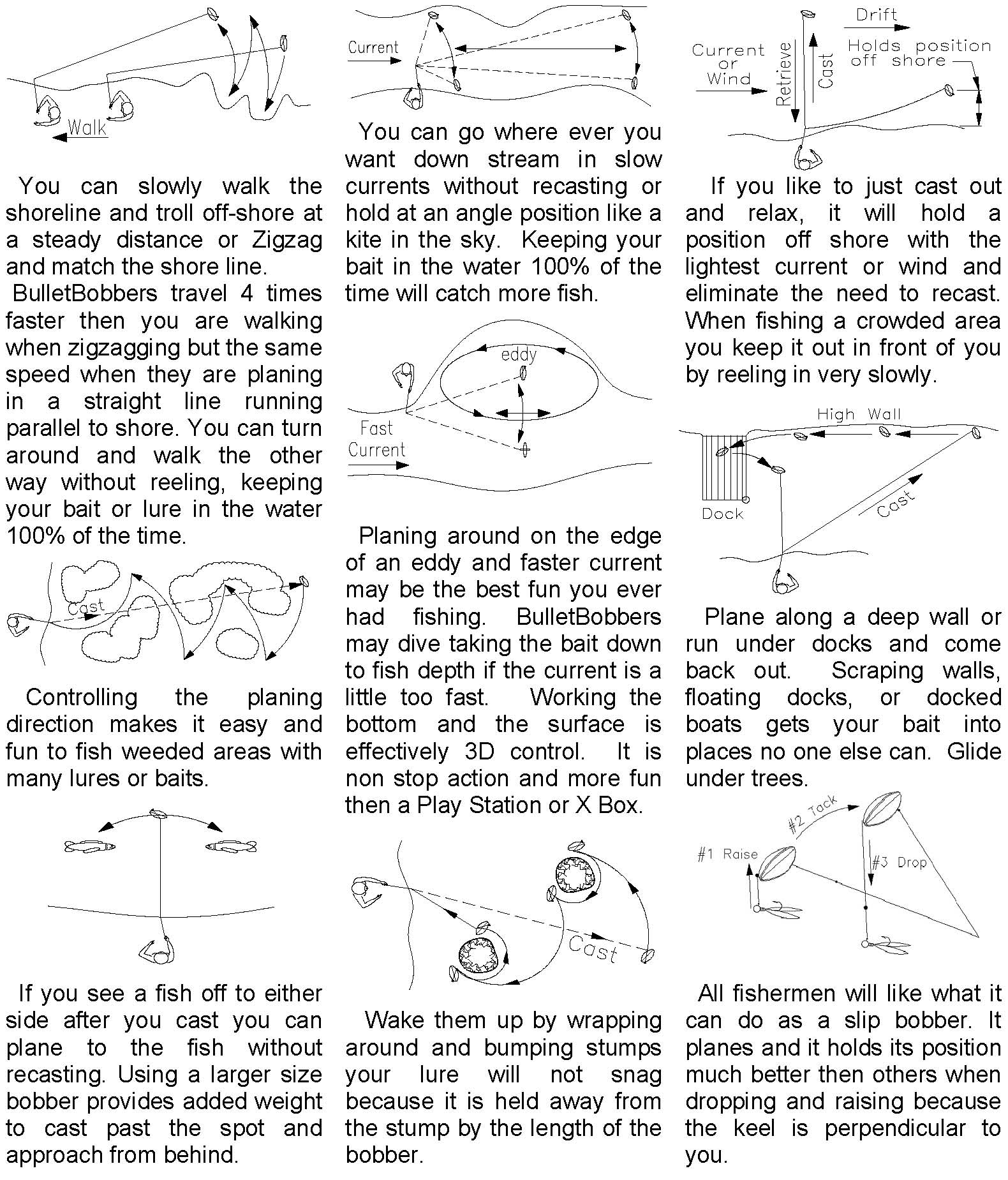
방향 제어 기능이 있는 낚시찌 사용 기술